# Ефремовка (Николаевская область)
Ефремовка (укр. Єфремівка) — село в Новобугском районе Николаевской области Украины.
Население по переписи 2001 года составляло 316 человек. Почтовый индекс — 55642. Телефонный код — 5151. Занимает площадь 1,13 км².

## История
Лютеранско-баптиское село Нейфельд, основано в 1890 г. немцами переселенцами из колонии Ново-Полтавка.

## Местный совет
55642, Николаевская обл., Новобугский р-н, с. Новополтавка, ул. Мельничная, 105а, тел. 9-54-32; 9-10-81